# Gabriel Sansano i Belso
Gabriel Sansano i Belso (Elx, Baix Vinalopó, 1961) és un historiador i crític de la literatura i les arts escèniques, i professor universitari valencià.

## Trajectòria
Doctorat en filologia catalana, exerceix com a professor de literatura contemporània i història i crítica del teatre a la Universitat d'Alacant. La seva tasca investigadora ha girat al voltant del teatre durant l'etapa que va dels segles XVII al xxi, i molt en particular sobre el teatre breu dels segles XVIII i xix. Precisament aquest darrer tema és el centre d'interès de la seva tesi doctoral publicada el 2008, La dramatúrgia popular valenciana del segle XVIII: el teatre breu. És director de la base de dades "Teatre popular valencià" i de la biblioteca virtual "Biblioteca Dramàtica Valenciana". Com a investigador, forma part de l'Institut Interuniversitari de Filologia Valenciana (IIFV) i de l'Institut de Llengua i Cultura Catalanes (ILCC) de la Universitat de Girona. des del 2008 és membre del consell de redacció de la revista Caplletra, i des del 2010 forma part del Seminari d'Estudis Catalans del Vuit-cents, book reviews editor de Catalan Review. A més, també ha format part del Projecte de Recerca sobre les Arts Escèniques Catalanes (PRAEC), i ha coordinat l'equip interdisciplinari d'investigació «Història i Poètiques de la Memòria» (HISPOME). És cofundador de l'Institut d'Estudis Comarcals del Baix Vinalopó (1991) i director de la revista Festa d'Elx (1989-94), i ha estat col·laborador en revistes com La Rella, de la qual fou fundador i director el 1983, L'Espill, Llengua & Literatura, Estudis Romànics, Dieciocho, Pausa, Caràcters o i Catalan Review, entre d'altres.

## Publicacions
- Quan callen les pedres (1996), Premi Ramon Muntaner
- Sainets il·licitans de la Restauració (1874-1896) (1997)
- Història i crítica de la Festa d'Elx (1998), en col·laboració amb Joan Castaño
- Un cabàs de rialles. Entremesos i col·loquis dramàtics valencians del segle XVIII (2009)
- Director del Diccionari de la literatura valenciana actual (1968-2000) (2002)
- Coordinador i coeditor de Teatralidad medieval y supervivencia (1998)
- Editor, conjuntament amb Pep Valsalobre, de Francesc Fontanella: una obra, una vida, un temps (2006)
- Editor, conjuntament amb Pep Valsalobre, de  Fontanelliana  (2008)
- Redactor del Nou diccionari de la literatura catalana (2000)
- Redactor del Diccionari de la literatura catalana (2008).